# كأس النرويج 1907
كأس النرويج 1907 (بالنرويجية: Norgesmesterskapet i fotball for menn 1907)‏ هو الموسم 6 من كأس النرويج. أشرف على تنظيمه اتحاد النرويج لكرة القدم، وكان عدد الأندية المشاركة فيه 4، وفاز فيه Mercantile SFK ‏.